# Sándor Rácz (Generalleutnant)
Sándor Rácz (* 9. Oktober 1925 in Nagymágocs, Komitat Csongrád) ist ein ehemaliger Offizier in der Volksrepublik Ungarn und war als Generalmajor (Vezérőrnagy) von 1966 bis 1970 stellvertretender Innenminister und Leiter der für Staatssicherheit und politische Geheimpolizei der Ungarischen Volksrepublik zuständigen Hauptgruppe BM III Staatssicherheit (Állambiztonsági) des Innenministeriums (Belügyminisztérium). Daraufhin war er zwischen 1970 und 1973 erster stellvertretender Innenminister sowie von 1973 bis 1974 Staatssekretär im Innenministerium war. Zuletzt fungierte er als Generalleutnant (Altábornagy) zwischen 1983 und 1986 als stellvertretender Minister für Landesverteidigung.

## Leben

### Jugend- und Parteifunktionär und Wechsel ins Innenministerium
Sándor Rácz, Sohn von Mária Őze, besuchte sechs Klassen der Grundschule und begann danach als Zwölfjähriger von 1937 bis 1945 eine Tätigkeit als Landarbeiter. Nach einem zweimonatigen Lehrgang an der Parteischule der Ungarischen Kommunistischen Partei MKP (Magyar Kommunista Párt) fungierte er von 1945 bis 1946 als Sekretär des Demokratischen Jugendverbandes MÁDISZ (Magyar Demokratikus Ifjúsági Szövetség) in seinem Geburtsdorf Nagymágocs und war nach seinem sechswöchigen Grundkurs 1946 für kurze Zeit Polizist. Nachdem er zwischen 1946 und 1947 abermals Sekretär des MÁDISZ in Nagymágocs war, fungierte er zwischen 1947 und 1948 als Sekretär des MÁDISZ im Komitat Somogy. Im Anschluss war er 1948 zunächst Jugendsekretär im Komitee der Partei der Ungarischen Werktätigen MDP (Magyar Dolgozók Pártja) sowie daraufhin 1949 Sekretär des MDP-Parteikomitees im Kleingebiet Barcs. Er absolvierte von 1950 bis 1951 die Parteihochschule der MDP und wechselte anschließend in die zentrale Parteiverwaltung, in der er zwischen dem März 1951 und Oktober 1956 politischer Mitarbeiter der ZK-Abteilung für Massenorganisationen war.
Nach der Niederschlagung des Volksaufstandes (23. Oktober bis 4. November 1956) war Rácz von November 1956 bis Oktober 1958 politischer Mitarbeiter der ZK-Abteilung Organisation der aus der MDP hervorgegangenen Ungarischen Sozialistischen Arbeiterpartei MSZMP (Magyar Szocialista Munkáspárt). Er schloss 1958 ein Studium an der Universität für Agrarwissenschaften ab und besuchte zudem die „Miklós Zrínyi“-Militärakademie (Zrínyi Miklós Katonai Akadémia). Nach seiner Beförderung zum Major (Őrnagy) wechselte er ins Innenministerium (Belügyminisztérium) und war dort zunächst vom 3. Oktober 1958 bis zum 14. März 1961 Leiter der Abteilung BM II/7. Nach seiner Beförderung zum Oberstleutnant (Alezredes) war er zwischen dem 15. März 1961 und dem 14. August 1962 stellvertreter Leiter der Abteilung BM II Politische Ermittlungen (Politikai Nyomozó).

### Aufstieg zum Generalleutnant, stellvertretender Innen- und Verteidigungsminister sowie Staatssekretär

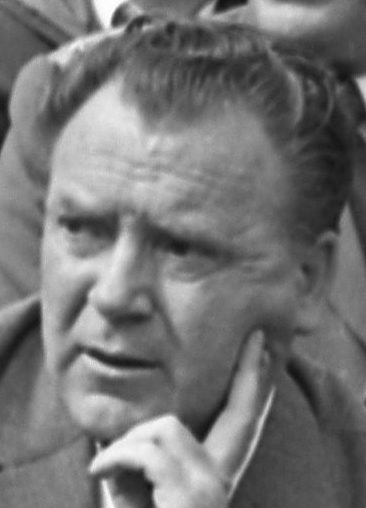
Unter Innenminister András Benkei war Sándor Rácz zwischen 1966 und 1974 nacheinander stellvertretender Innenminister, erster stellvertretender Innenminister sowie Staatssekretär im Innenministerium.

Im August 1962 kam es zu einer neuerlichen Reorganisation der Staatsschutzaufgaben. Dabei wurde im Innenministerium die Abteilung II Politische Ermittlungen durch die Hauptgruppe BM III Staatssicherheit (Állambiztonsági) als die neue Organisation der politischen Polizei ersetzt. Innerhalb dieser Hauptgruppe wurden fünf Gruppen geschaffen, wobei József Galambos als erster Leiter der Hauptgruppe III Chef der Staatssicherheit blieb. Diese Organisation umfasste alle ungarischen Geheimdienste mit Ausnahme des militärischen Nachrichtendienstes (MNVK 2. Csoportfőnökség), der als Gruppe 2 dem Generalstab der Ungarischen Volksarmee MNVK (Magyar Néphadsereg Vezérkar) unterstellt war. Daraufhin fungierte er vom 15. August 1962 bis zum 30. November 1962 kurzzeitig als Leiter der Gruppe BM III/III Verhinderung innerer Reaktionen (Belsőreakció-elhárítás) und wechselte im Anschluss wieder in die zentrale Parteiverwaltung und war zwischen dem 1. Dezember 1962 und dem 2. Dezember 1966 Leiter der Verwaltungsabteilung des ZK der MSZMP. 1962 war er Vorsitzender des Rehabilitationsausschusses (Rehabilitációs Bizottság) und erstellte in dieser Funktion mehrere Berichte über die Rehabilitationen, die daraufhin zur Wiedereinstellung ehemaliger Mitarbeitender der 1957 aufgelösten Staatsschutzbehörde ÁVH (Államvédelmi Hatóság) führten.
Nachdem Rácz bereits am 27. Mai 1966 zum Generalmajor (Vezérőrnagy) befördert worden war, löste er am 3. Dezember 1966 Generalmajor József Galambos als stellvertretender Innenminister und Leiter der für den Staatssicherheitsdienst und die politische Geheimpolizei der Ungarischen Volksrepublik zuständigen Hauptgruppe BM III Staatssicherheit (Állambiztonsági) des Innenministeriums (Belügyminisztérium) ab. In diesen Funktionen blieb er bis zum 19. November 1970 und wurde daraufhin von Generalmajor Pál Rácz abgelöst. Daraufhin fungierte vom 20. November 1970 bis zum 5. November 1973 erster stellvertretender Innenminister sowie im Anschluss zwischen 6. November 1970 und dem 21. Juni 1974 als Staatssekretär im Innenministerium, wodurch er nach Innenminister András Benkei der ranghöchste Mitarbeiter des Innenministeriums war. Sein Nachfolger als Staatssekretär wurde im Anschluss Generalmajor János Kamara.
Am 20. März 1974 übernahm Sándor Rácz in der Parteizentrale die Funktion als Leiter der Abteilung öffentliche Verwaltung und Administration des ZK der MSZMP und hatte diese bis zum 6. Juli 1983 inne. Zuletzt wurde er nach seiner Beförderung zum Generalleutnant (Altábornagy) am 7. Juli 1983 stellvertretender Minister für Landesverteidigung und fungierte als solcher zudem bis Juni 1986 als Leiter der Gruppe Personal im Ministerium für Landesverteidigung (Honvédelmi Minisztérium). Daneben wurde er am 28. März 1985 auf dem XIII. Parteikongress der MSZMP Mitglied der Zentralen Parteikontrollkommission.

## Weblink
- Harangozó Szilveszter. In: Historisches Archiv der Staatssicherheitsdienste (Állambiztonsági Szolgálatok Történeti Levéltára). Abgerufen am 7. März 2023 (ungarisch).